# Vargas (stato)
Lo Stato di Vargas, oggi conosciuto come stato di La Guaira, è uno dei 23 stati del Venezuela.

## Storia
I primi ad abitare l'area furono gli indios Arauacos. Il meticcio Francisco Fajardo giunse nel 1555 e fondò la Villa del Rosario, mentre nel 1589 venne fondata la città di Guaira dal comandante di squadra spagnola di Santo Domingo Diego de Osorio, inviato alla Provincia di Venezuela.
La regione politico-territoriale ha subito cambiamenti importanti negli anni, i confini geografici non sono cambiati, ma sì la sua denominazione e statuti. Vargas fu uno dei dipartimenti dell'antico distretto federale insieme al dipartimento Libertador (Caracas). Il governatore del Distretto Federale era scelto dal governo centrale, dopo il dipartimento di Vargas si evolvé in "municipio", dipendendo ugualmente dal governatore del Distretto Federale.
Negli anni '90 del XX secolo aumentarono le esigenze autonomiste che vedevano Vargas come un territorio differente politicamente da Caracas. Nel 1998, il governo Rafael Caldera decretò che il municipio di Vargas diventasse autonomo, separato dal Distretto Federale, con lo statuto del Territorio Federale, per convertirsi poco dopo definitivamente nello stato numero 23 della nazione. La creazione dello stato di Vargas ha motivato la comparsa di nuovi movimenti autonomisti in altre regioni del paese come nel municipio Páez, dello stato di Apure che aspetti più simili a Táchira.

## Geografia fisica

### Territorio
Confina a nord con il Mar dei Caraibi, a est con gli Stati di Miranda e il Distretto Capitale (Distrito Capital) a sud con gli Stati di Aragua, Distretto Capitale e Miranda e a ovest con Aragua e il Distretto Capitale.
Ha una superficie di 1.496 km² e circa 170 km di coste, lo Stato è costituito da una stretta fascia costiera parallela alla quale si innalza la zona montuosa della Serranía del Litoral, le cui cime superano i 2.000 m come ad esempio il Pico Agustín Codazzi (2425 m s.l.m.) e il Naiguatá (2765 m s.l.m.).
I corsi d'acqua presenti nello Stato sono tutti corti, poco profondi e a regime torrentizio.

### Clima
Il clima è tropicale, la temperatura media è tra i 25,6 e i 27 °C con precipitazioni annuali fra i 900 mm e i 1530 mm.

## Economia
L'attività economica prevalente è il turismo.